# Ahmed Fouad Najm
Ahmed Fouad Negm ou Negem (أحمد فؤاد نجم), né le 22 mai 1929 et mort le 3 décembre 2013, est un poète égyptien.

## Biographie
Cet Ambassadeur des pauvres, selon les Nations unies (2007), est connu pour ses poèmes révolutionnaires, surtout après la Guerre des Six Jours en 1967, et pour ses critiques virulentes envers les présidents égyptiens et les chefs arabes, ce qui lui a coûté 18 ans de prison. Mais cela ne l'a pas empêché d'écrire des poèmes même en prison. Il a travaillé notamment avec son ami Cheikh Imam, chanteur des pauvres.
Il est le père de la journaliste, militante des droits de l'homme et blogueuse égyptienne Nawara Ahmed Fouad Negm.

## Poème
Ce poème, célèbre dans le monde arabe et ailleurs, composé dans les années 1970, n'a été mis en musique par Cheikh Imam qu'en 1973. Ainsi, il servait d'ouverture à tous les concerts de Cheikh Imam.

« Quand le soleil se noie dans une mer de brume,
 
Quand une vague de nuit déferle sur le monde,
 
Quand la vue s'est éteinte dans les yeux et les cœurs,
 
Quand ton chemin se perd comme dans un labyrinthe,
 
Toi qui erres et qui cherches et qui comprends,
 
Tu n'as plus d'autre guide que les yeux des mots. »